# سرو اونکول
سرو اونکول (به اسپانیایی: Cerro Oncol) یک کوه در شیلی است. سرو اونکول ۷۱۵ متر بالاتر از سطح دریا واقع شده‌است.